# Wolbórka

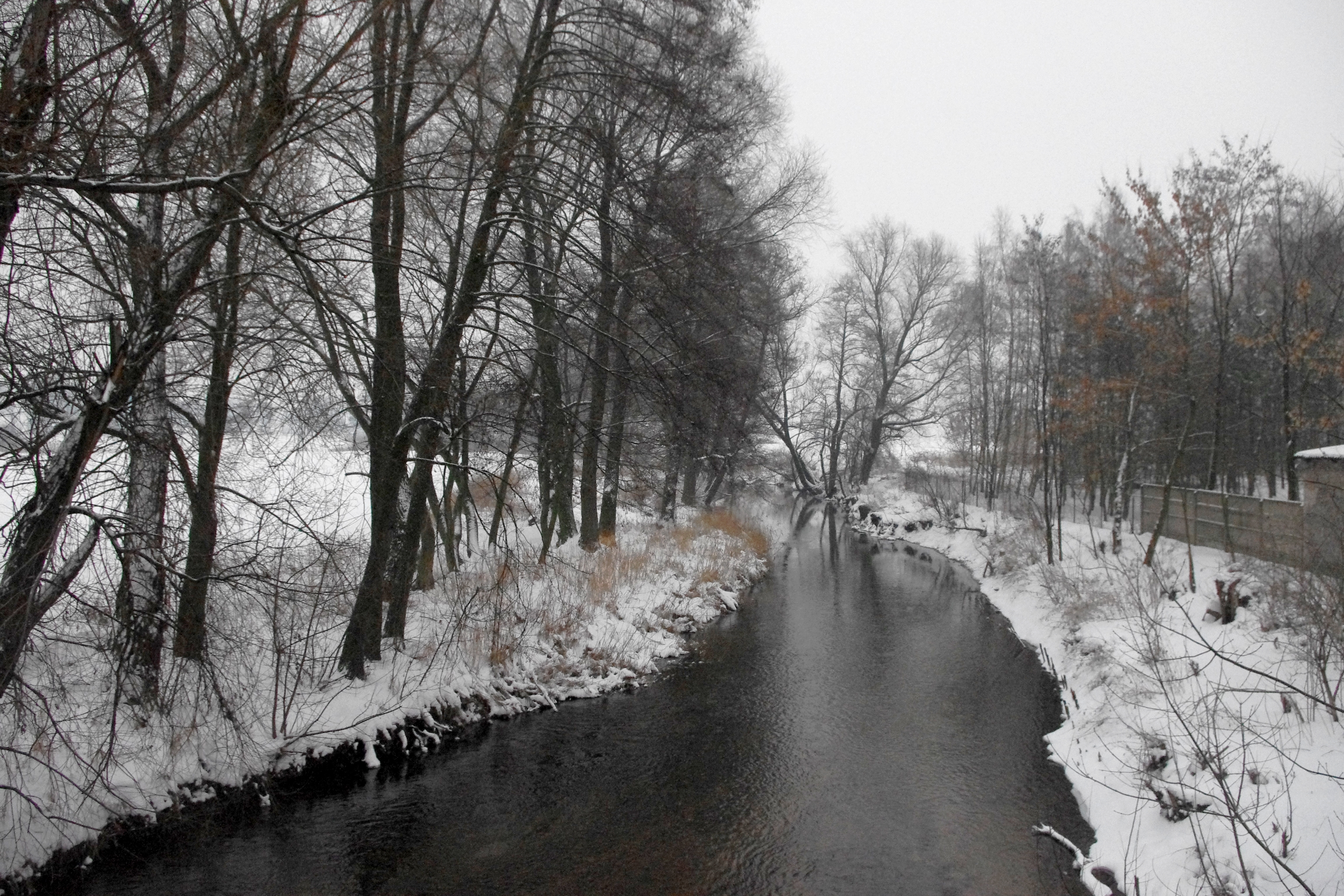
Wolbórka w Wolborzu (widok z mostu na ulicy Warszawskiej)

Wolbórka – rzeka w środkowej Polsce, w województwie łódzkim. Wolbórka jest najdłuższym lewobrzeżnym dopływem Pilicy.

## Toponimia
W średniowieczu (XIII-XV w.) rzeka nazywała się Wojborza albo Wojborzyca, w okresie staropolskim (XV-XVII w.) Wolborza albo Wolborzyca. Nazwa zbliżona do współczesnej Wolborka po raz pierwszy pojawia się w XVIII w. (1775). W niektórych źródłach błędnie podaje się, że Wolbórka nosi(ła) alternatywne miano „Czarna”. Tak (Czarna) nazywa się główny dopływ dolnej Wolbórki.

## Przebieg
Wolbórka jest rzeką o długości 48,8 km i powierzchni dorzecza 941 km². Płynie przez Wzniesienia Łódzkie i Równinę Piotrkowską do Doliny Białobrzeskiej.
Rzeka wypływa ze źródeł w lasach, ok. 3 km na północny zachód od Tuszyna, koło trasy Łódź – Tuszyn. Początkowo Wolbórka płynie przez las, a następnie szeroką doliną wśród łąk. Na 15. kilometrze od źródeł przyjmuje płynącą od północy Miazgę. Od tego miejsca rzeka jest całkowicie uregulowana, a jej dolina – w pełni zmeliorowana. Wolbórka aż do ujścia płynie wśród prawie bezdrzewnego krajobrazu. Urozmaicają go jedynie stare parki w Remiszewicach, Rzeczkowie i Lubiatowie. Rzeka tworzy szeroką, bagnistą dolinę w Wolborzu, przyjmując tutaj Moszczankę i kilka innych, mniejszych dopływów. Dalej Wolbórka płynie nadal szeroką, zmeliorowaną doliną, która zwęża się dopiero pod Tomaszowem Mazowieckim. Tutaj zachowała swoje naturalne koryto i nadbrzeżne zadrzewienia – przepływa przez dwa największe miejskie parki. Wolbórka wpływa do Pilicy w Tomaszowie Mazowieckim przy ulicy Wapiennej.

## Dorzecze
Ważniejsze dopływy:
- Pobocznica (P), długość 6 km

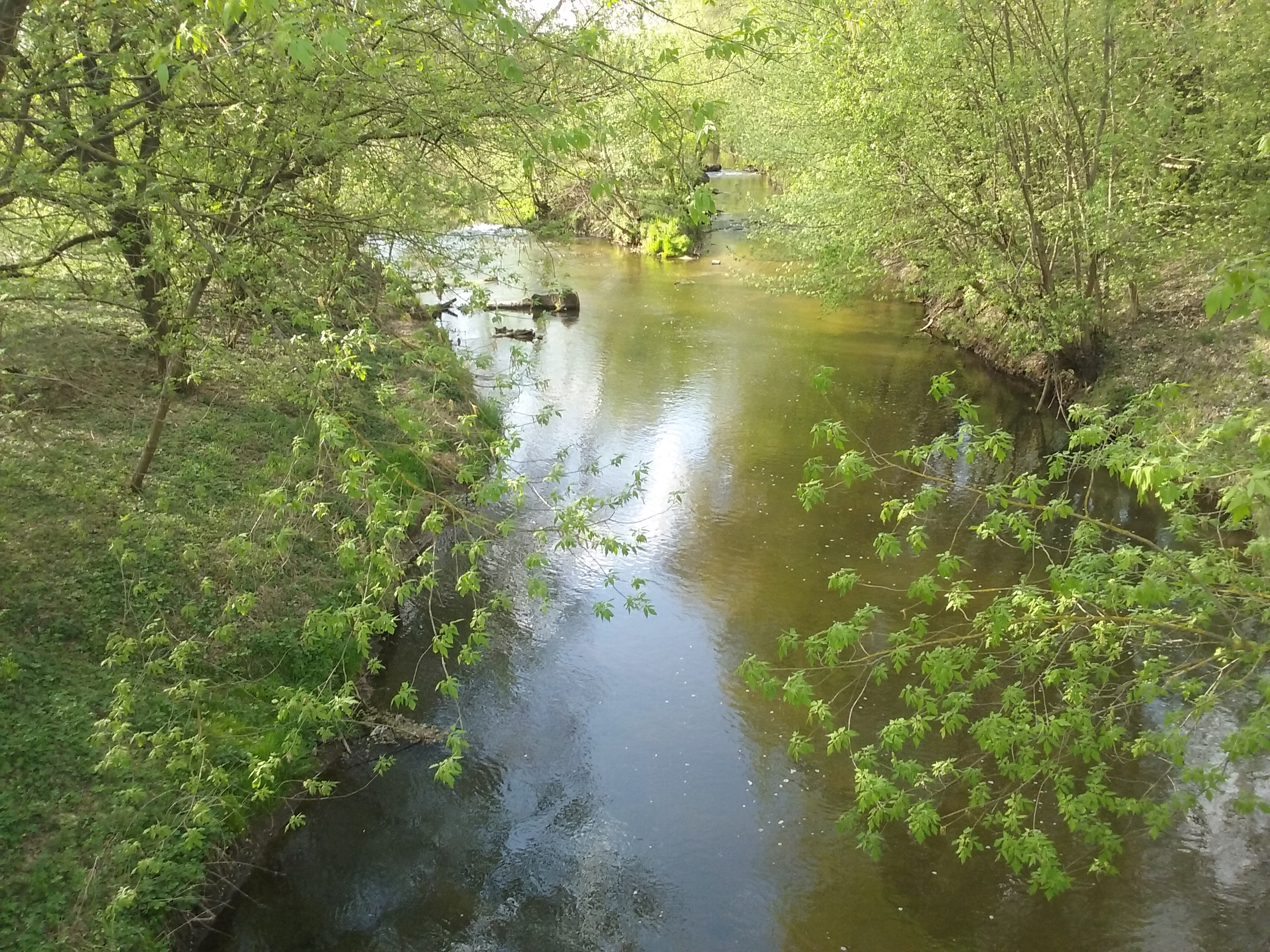
Ujście rzeki Czarnej do rzeki Wolbórki (widok z mostu na ulicy Wapiennej, Tomaszów Mazowiecki)

- Trzebinka (L), długość 3,5 km, dorzecze 16,4 km²
- Miazga (L), długość 29 km, dorzecze 139,4 km²
- Moszczanka (P), długość 17,9 km, dorzecze 169,1 km²
- Czarna (L), długość 20,2 km, dorzecze 316 km²

Ważniejsze miejscowości nad Wolbórką: Będków, Wolbórz, Tomaszów Mazowiecki.

## Wykorzystanie przemysłowe

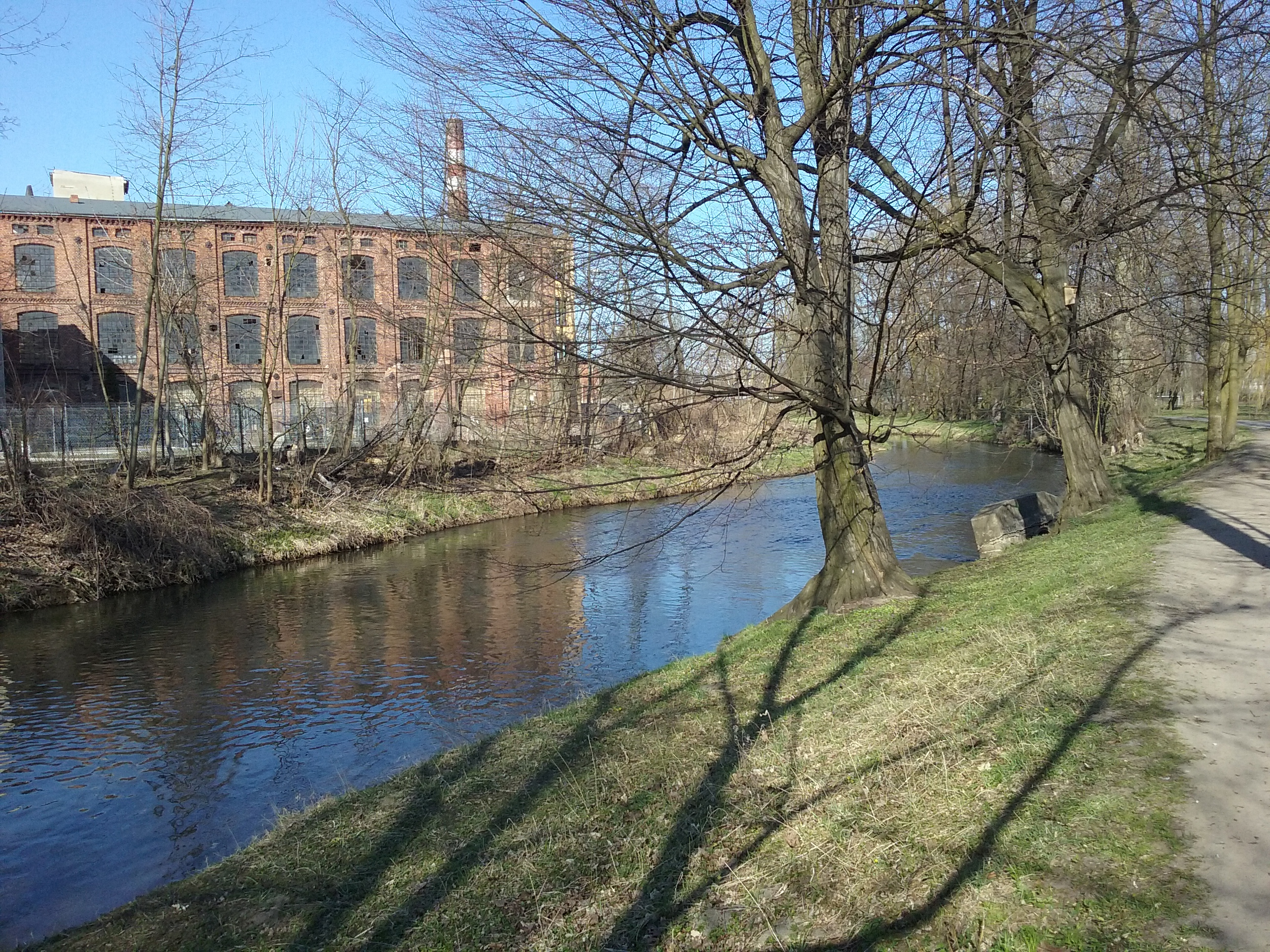
Fabryka Landsberga nad Wolbórką (widok z Parku Miejskiego im. Solidarności, Tomaszów Mazowiecki)

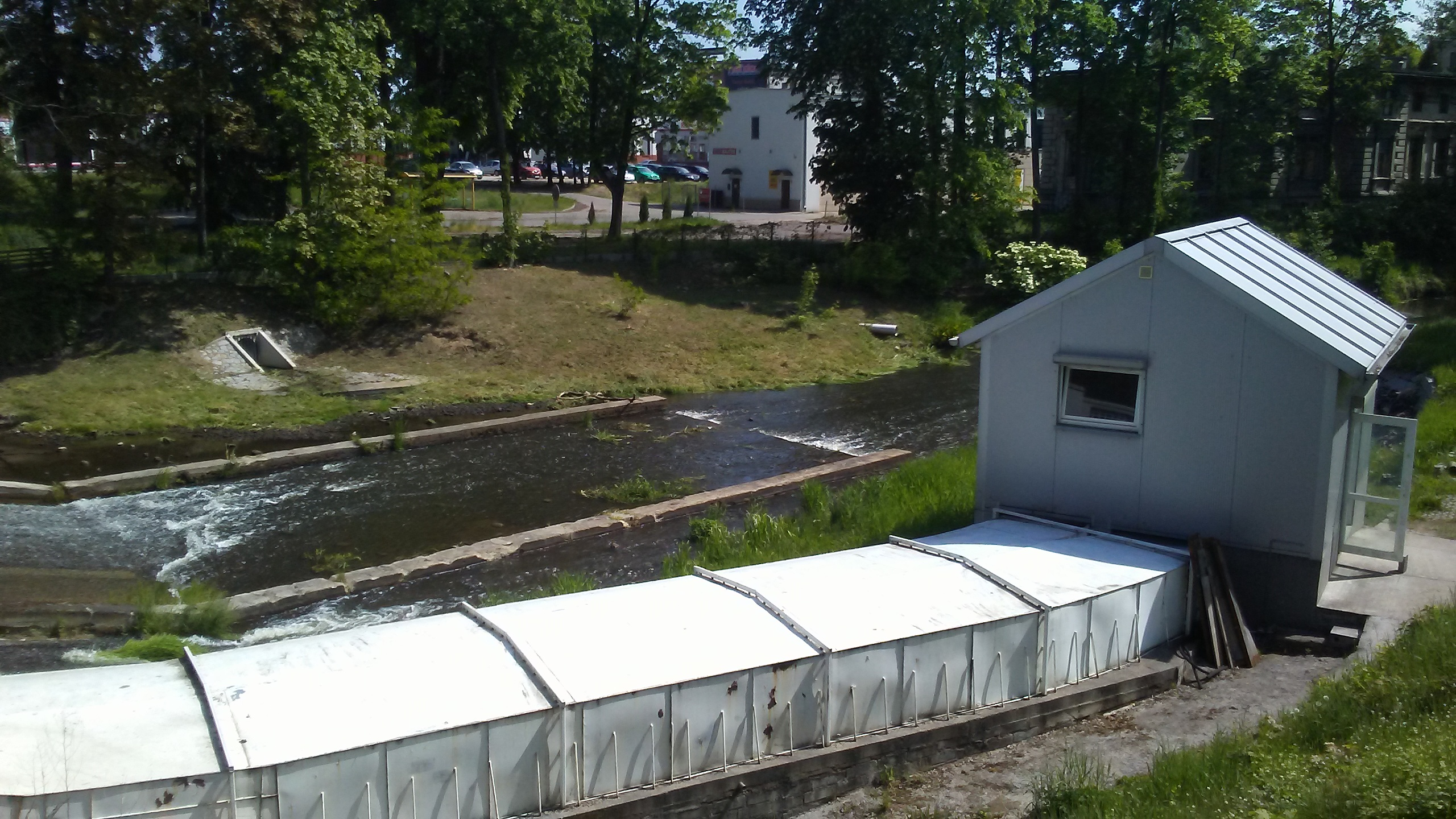
Elektrownia wodna pod mostem nad Wolbórką przy ulicy św. Antoniego w Tomaszowie Mazowieckim (2020)

W przeszłości wody Wolbórki poruszały młyny i urządzenia hutnicze XVIII-wiecznego przemysłu ciężkiego. Wartki nurt rzeki był główną siłą napędową dwóch wielkich pieców hutniczych w osadach, które dały początek miastu Tomaszów Mazowiecki (Kuźnice Tomaszowskie, Gustek). Około 1830 roku w dzisiejszym powiecie tomaszowskim było dziewięć młynów nad Wolbórką. W XVII i XIX wieku wodami Wolbórki spławiano wapno hydrauliczne wytwarzane w kilku tomaszowskich manufakturach przy kopalniach wapienia. Rzeka była również szlakiem transportu zboża z dóbr będkowskich. W następnym stuleciu przy Wolbórce i rzece Czarnej powstało wiele zakładów przemysłu lekkiego w Tomaszowie. Choć po wynalezieniu maszyny parowej odchodzono od napędu wodnego, to jednak woda nadal była niezbędna do schładzania urządzeń (m.in. fabryk rodziny Landsberów, Moritza Piescha, Batavii, fabryki dywanów Bornsteina w Starzycach nad Czarną i Mullera na Rolandówce nad Wolbórką). Do rzeki odprowadzano również ścieki poprodukcyjne jeszcze pod koniec XX wieku (w Tomaszowie: fabryka dywanów „Weltom”, przemysłu lekkiego „Tomtex”, przemysłu chemicznego – „Wistom” nad rzeką Czarną przy jej ujściu do Wobórki). Nieopodal ujścia Wolborki do rzeki Pilicy znajduje się tomaszowska oczyszczalnia ścieków.

## Rekreacja
W Tomaszowie Mazowieckim nad Wolbórką znajdują się dwa największe w mieście parki: powstały w 1953 w czynie społecznym, dzisiejszy park im. „Solidarności” oraz zrewitalizowany w 2019 roku park miejski „Bulwary”.